# Erigone tirolensis
Erigone tirolensis là một loài nhện trong họ Linyphiidae.
Loài này thuộc chi Erigone. Erigone tirolensis được Ludwig Carl Christian Koch miêu tả năm 1872.